# Paganitzu
Paganitzu è un videogioco rompicapo per sistemi MS-DOS, ideato da Keith Schuler e pubblicato da Apogee Software nell'ottobre del 1991. Il gioco è il terzo titolo di una trilogia, composta da Castle Zhagwhar e Chagunitzu; doveva avere un quarto episodio, Paganitzu II, in seguito annullato e adattato a platform come Realms of Chaos.

## Trama
La trama del gioco è divisa in tre parti, tante quanti gli episodi del gioco:
- Romancing the Rose
- The Silver Dagger
- Jewel of the Yucatan

L'archeologo Alabama Smith, dopo il successo della spedizione precedente, decide di cercare le rovine del "tempio degli dei": Paganitzu.
Il primo episodio, distribuito in modalità shareware, è ambientato nella parte superiore della piramide, dove è nascosta la magica Crystal Rose; nel secondo il viaggio prosegue dentro le profondità, per trovare il Silver Dagger; nel terzo Alabama entrerà nel regno dei morti, per scontrarsi con il malvagio Dio del male azteco Omigosh. La storia, ben curata e ricca di colpi di scena, è raccontata da dialoghi e schermate fisse, sia durante il gioco che al termine di ogni episodio. In particolare, la sequenza finale di Jewel of the Yucatan è lunga quasi 20 minuti.

## Modalità di gioco
Scopo di ogni livello è quello di trovare l'uscita, collezionando chiavi e risolvendo degli enigmi. I nemici non possono essere uccisi, ma solo evitati o intrappolati, grazie a delle grosse pietre che possono essere spostate. Il gioco riprende idee da giochi come Sokoban e Chip's Challenge.

## Livelli segreti
Nel terzo episodio del gioco sono presenti quattro livelli segreti, due dei quali identici a livelli di Chaganitzu.